# 清宫剧
清宫剧、清宫戏是指以清朝宫廷生活为背景，以皇帝或执政者为主角的影视剧和戏剧作品。1980年代开始，在中华人民共和国（以下简称中国大陆）成为引人关注的作品类型:303，清宫戏的创作更被定义为中国大陆社会“意识形态活动之一”:103。辮子戲则是对此类作品的蔑稱:303，因劇中男性人物都留有清代的辮髪。
研究者将1990年代之后的清宫剧（电视剧）分为四类：一、戏说剧；二、正说剧；三、宫斗剧；四、穿越剧:28—29。

## 历史演变
1912年，溥仪退位，清朝灭亡。失去政治禁锢之后，以清朝皇帝、皇族为主角的文学作品大量涌现，民间各类野史、秘史、传说、谣言层出不穷。1940、50年代，此类题材的电影即已形成传统:303。1948年香港电影《清宫秘史》是其中的知名者，更为1980年代的清宫戏“奠定了叙事基调”。
1949年两岸分治，两岸三地中，中国大陆的文化产业独自发展。1980年代，中国大陆开始改革开放，政治管制逐步放开、经济开始繁盛。台湾、香港及外国电影人进入中国大陆拍摄、制作电影。1980年代初香港导演李翰祥拍摄的《火烧圆明园》、《垂帘听政》，1986年美国电影《末代皇帝》，激发了中国大陆电影界对此类题材电影的兴趣:303。
1991年，台湾和中国大陆共同制作的《戏说乾隆》成为清宫戏说剧的“开山鼻祖”。2004年，香港TVB电视剧《金枝欲孽》成为清宫宫斗剧的典型。2012年，中国大陆拍摄的《甄嬛传》达到宫斗剧的收视高点。2011年，中国大陆拍摄的《宫锁心玉》则开创了清宫穿越剧类型:28—29。

## 评价
2018年《解放日报》文章中，首都师范大学文学院文化产业系讲师杨慧认为因时代较近，观众对清宫戏有亲近感。清宫剧的兴盛有两个原因：一，详尽的文物、史料为考究的正剧提供影视化再现的可能性；二，坊间流传的谣言、传说、秘史、野史成为正史戏说的“参考”。复旦大学中文系教授杨俊蕾认为，清宫戏具有快速消费品的相似性质，即“文化快消品”。
這些電視劇對清朝的描繪都較為正面，或歌頌清朝皇帝，或幻想浪漫的宮廷生活（如《還珠格格》）。批评者认为，以康乾盛世为背景的清宫戏迎合了民众对盛世的想象，并对康乾盛世进行了美化。将帝王及皇族生活“世俗化”:303的同时，“满足了民众内心攫取为所欲为的权力的欲望”。体现了中国传统文化的帝王崇拜、权力崇拜:303，以及权谋文化。而“清宫戏中的权谋文化表述在公民意识建设和官场政治中具有负面影响”:102。

## 备注
1. ↑  清朝前期、中期由皇帝主政。自同治朝起，慈安太后、慈禧太后、隆裕太后三位女性摄政者先后主政。
2. ↑  影视剧包括指电影、电视剧、网络剧等。戏剧作品包括舞台剧、话剧[1]:44
等。
3. ↑  此处的“世俗化”，是与君主人格“神化”相对的说法。